# Oljutorski zaljev
Oljutorski zaljev (rus. Олюторский залив) je zaljev Beringovog mora u Oljutorskom rajonu, sjevernom dijelu Kamčatskog kraja, Rusija.

## Geografija
Zaljev je na zapadu omeđen poluotokom Govena koji ga odvaja od zaljeva Korfa, a na istoku Oljutorskim poluotokom, južnim dijelom Oljutorskog grebena. Iza rta Oljutor nalazi se Beringovo more.
Ulazi u kopno oko 83 km, na širok 228 km na svom najširem dijelu. Najveća dubina je oko 1000 metara. Zapadnom obalom dominira gorje Pilgin, čija je najveća nadmorska visina 1,357 metara. Uvala je inače prekrivena brzim ledom od prosinca do svibnja. Ima veliki raspon plime i oseke do 1.9 metara.